# 推基古

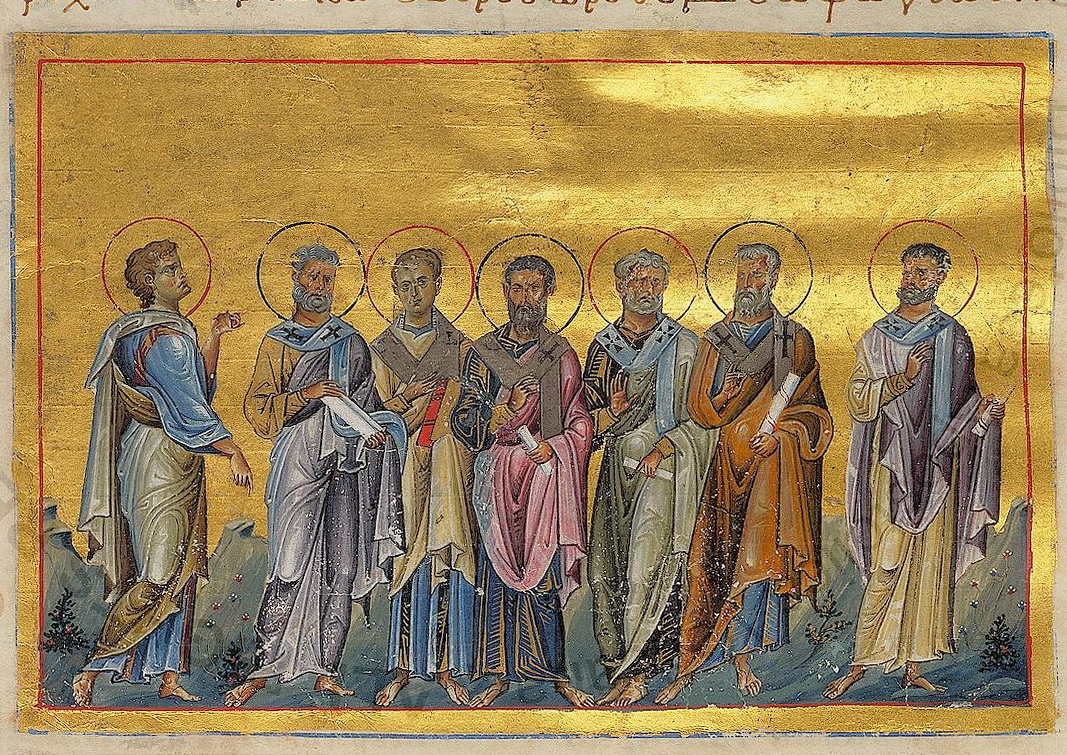
索提尼、阿波罗、矶法、推基古、以巴弗提、凯撒和阿尼西弗鲁斯

推基古（希腊语：Τυχικός）是一位亚细亚的基督徒，他与特罗非摩一起陪同使徒保罗从马其顿前往耶路撒冷。据说他还曾在罗马与保罗在一起，使徒派他到以弗所，可能是为了建立和鼓励那里的教会。 在新约中，他被提及五次（使徒行传20:4、以弗所书6:21-22、歌罗西书4:7、提多书3:12及提摩太后书4:12）。 

## 圣经中的出现
使徒行传20:4指出推基古来自罗马的亚细亚行省。西方文本表明他是以弗所人。

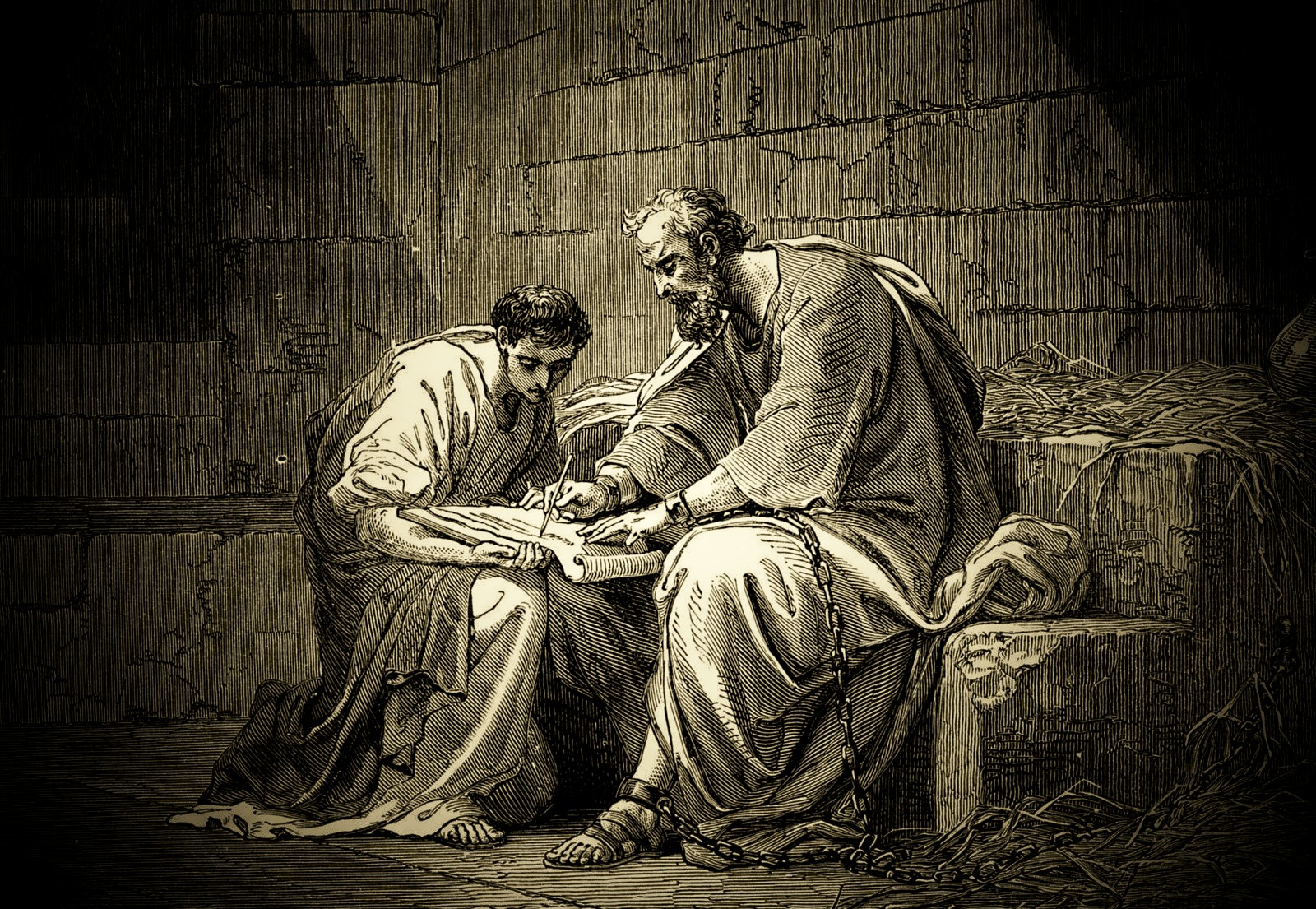
这个古斯塔夫·多雷的木雕描绘保罗结束了给以弗所教会的信，并将其交给推基古。

在以弗所书6章21節中，作者（传统上称为保罗）称推基古为“所亲爱，侍奉主的兄弟”。
在歌罗西书中，他说自己是“一位亲爱的弟兄，一位忠心的执事，在主里同作仆人”。
在以弗所书和歌罗西书中，作者都指出，他派推基古去见他所写信的基督徒，以鼓励他们。 
提多书和提摩太书的段落表明，在向皇帝上诉并导致使徒重新获得自由后，推基古再次与保罗在一起。提多书中的这段经文显然指的是保罗第一次和第二次被罗马监禁之间的间隔，以及他再次从事传教旅行的时期。使徒写信给当时在克里特岛负责教会事务的提多，说他打算派阿尔特马或推基古到他那里去，监督该岛上的福音工作，使提多获得自由。来到尼科波利斯与使徒同在。 
最后一段提到推基古的经文出现在提摩太后书中，该书是在保罗被处决前不久写于罗马的。直到最后，保罗仍一如既往地忙于福音工作。虽然有朋友在身边对他来说是一种安慰，但他最关心的是基督国度的利益，所以他派这些朋友来帮助工作的进展。直到最后，推基古一如既往地为人服务：“我打发推基古往以弗所去”（提摩太后书4:12）。由于提摩太负责以弗所的教会（提摩太前书1:3），推基古的到来将使他获得自由，以便他能够按照使徒的愿望立即动身去罗马与保罗会合（提摩太后书4:9，21）。 

## 后来的传统
天主教百科全书指出，不同的传统认为推基古是塞浦路斯科洛封、迦克墩或尼亚波利斯的主教。 在罗马天主教圣人历中，他的节日是4月29日。 
传统上归因于罗马希波吕托斯的七十名门徒的伪书信名单分别包括“卡尔西顿主教推基库斯”和“科洛福尼亚主教推基库斯”。天主教百科全书将这份清单描述为“毫无价值”； 在东正教中，这一重复被认为是错误的，指的是同一个人，他的节日是在12月8日，与他的弟子索提尼、亚波罗、矶法、以巴弗提、凯撒和阿尼西弗鲁斯一起。 